# George Lincoln Burr
George Lincoln Burr (1857 — 1938) foi um historiador, diplomata, escritor e educador estadunidense, mais conhecido como professor de História e bibliotecário na Universidade Cornell, e o mais próximo colaborador de Andrew Dickson White, o primeiro presidente de Cornell.